# Sto papierów
Sto papierów – drugi album zespołu Korba, wydany w 1989 roku, nakładem Polskich Nagrań.
Jest to drugi i ostatni zarazem album studyjny tego zespołu. W 2006 roku Metal Mind Productions wydało jeszcze kompilację, zatytułowaną Biały rower.

## Lista utworów
źródło:.
Strona A
1. „Nie mam złudzeń” (muz. Andrzej Kaźmierczak, Leszek Ligęza, Marian Narkowicz, sł. Bogdan Olewicz) – 4:25
2. „Fajne chłopaki” (muz. Kazimierz Barlasz, Andrzej Kaźmierczak, Marian Narkowicz, sł. Bogdan Olewicz) – 3:27
3. „Proś do tanga” (muz. Andrzej Kaźmierczak, Marian Narkowicz, sł. Bogdan Olewicz) – 3:30
4. „Składam broń” (muz. Marian Narkowicz, sł. Bogdan Olewicz) – 4:00
5. „Do kobiety na wyspie” (muz. Kazimierz Barlasz, Andrzej Kaźmierczak, Marian Narkowicz, sł. Bogdan Olewicz) – 3:44

Strona B
1. „Jaja” (muz. Andrzej Kaźmierczak, Marian Narkowicz, sł. Bogdan Olewicz) – 3:48
2. „Będziesz królem”  (muz. Kazimierz Barlasz, Marian Narkowicz, sł. Bogdan Olewicz) – 3:56
3. „Kto wie po co żyje” (muz. Andrzej Kaźmierczak, Marian Narkowicz, sł. Bogdan Olewicz) – 4:22
4. „Małpa na urodziny” (muz. Andrzej Kaźmierczak, Marian Narkowicz, sł. Bogdan Olewicz) – 3:25
5. „Na co ty jeszcze czekasz” (muz. Marian Narkowicz, sł. Bogdan Olewicz) – 4:20

## Twórcy
źródło:.
- Kazimierz Barlasz – śpiew
- Andrzej Kaźmierczak – gitara
- Leszek Ligęza – perkusja, instrumenty perkusyjne
- Marian Narkowicz – gitara, instrumenty klawiszowe, flet
- Andrzej Dawidowski – gitara basowa

personel
- Stefan Kraszewski – foto
- Wiesław Grubba – projekt graficzny
- Włodzimierz Kowalczyk – realizacja